# Beya Bouabdallah
Beya Bouabdallah (sinh ngày 24 tháng 12 năm 1944) là cựu cầu thủ bóng rổ, cầu thủ bóng ném nữ, nữ bóng chuyền và nữ vận động viên điền kinh người Tunisia.